# Leptocerus sahankazoensis
Leptocerus sahankazoensis is een schietmot uit de familie Leptoceridae. De soort komt voor in het Afrotropisch gebied.